# François Froment-Meurice
Pour les articles homonymes, voir Froment-Meurice.
François Froment-Meurice, né le 8 mai 1949 à Paris (Seine), est un haut fonctionnaire et homme politique français.

## Biographie
Ancien élève de l'École nationale d'administration (promotion François-Rabelais, 1971-1973),
il fait sa carrière au Conseil d'État.
Il a été le bras droit de Pierre Méhaignerie.
Il fonde l'Association pour le développement de l'économie de marché. Il crée également l'association SOS Chrétiens du Liban.
Il est écouté par la cellule d'écoutes de l’Élysée à partir du 30 mai 1985 (voir : Affaire des écoutes de l'Élysée), sous le pseudo "Frite". Le siège de l'ADEM est également mis sur écoute.

## Détail des fonctions et des mandats
Mandat parlementaire
- 5 septembre 1992 - 18 juillet 1994 : Député européen